# One a Minute
One a Minute er en amerikansk stumfilm fra 1921 af Jack Nelson.

## Medvirkende
- Douglas MacLean som Jimmy Knight
- Marian De Beck som Miriam Rogers
- Victor Potel som Jingo Pitts
- Frances Raymond som Knight
- Andrew Robson som Silas P. Rogers
- Graham Pettie som Martin Duffey